# Mecz piłkarski Polska – Włochy (1974)
Mecz piłkarski Polska – Włochy – mecz fazy grupowej mistrzostw świata 1974 (grupy D) pomiędzy reprezentacjami Polski i Włoch, rozegrany 23 czerwca 1974 o godz. 16:00 na Neckarstadionie w Stuttgarcie.

## Tło
Do ostatniego spotkania grupowego przystąpiły Polski i Włochy. Drużyna selekcjonera Kazimierza Górskiego niespodziewanie była liderem grupy D i miała już zapewniony awans do drugiej fazy grupowej turnieju, natomiast zespół Ferruccio Valcareggiego, która w 1973 r. został uznany za najlepszą reprezentację świata, z 3 punktami zajmowała 3. miejsce, w związku z czym tylko zdobycie punktu w meczu z „Biało-Czerwonymi” dawało jej awans do dalszej fazy rozgrywek.
Przed meczem tabela grupy D przedstawiała się następująco:
| Lp | Drużyna   | M | Z | R | P | Bramki | Bramki | +/– | Pkt |
| -- | --------- | - | - | - | - | ------ | ------ | --- | --- |
| 1. | Polska    | 2 | 2 | 0 | 0 | 10     | 2      | +8  | 4   |
| 2. | Argentyna | 3 | 1 | 1 | 1 | 7      | 5      | +2  | 3   |
| 3. | Włochy    | 2 | 1 | 1 | 0 | 4      | 2      | +2  | 3   |
| 4. | Haiti     | 3 | 0 | 0 | 3 | 2      | 14     | −12 | 0   |

## Mecz

### Przebieg meczu
Sędzią głównym spotkania był Niemiec Hans-Joachim Weyland. „Biało-Czerwoni” przez cały mecz mieli przewagę w grze, choć przez pierwsze 15 minut oraz w końcówce meczu miała słabsze momenty w grze. Efektem pięknej gry są dwa zdobyte gole, wszystkie z akcji „króla środka pola”, Henryka Kasperczaka: w 38. minucie główką wynik meczu na 1:0 otworzył Andrzej Szarmach (gol został uznany za jeden z najpiękniejszych w turnieju) oraz Kazimierz Deyna silnym strzałem z dużej odległości (tak silnym, że... pękł mu but). Honorowego gola dla „Azzurrich” zdobył w 85. minucie Fabio Capello, ustalając tym samym wynik meczu.

### Szczegóły meczu
| 23 czerwca 1974 16:00 | Polska · Szarmach 38' · Deyna 45' | 2:12:0Raport | Włochy · 85' Capello | Neckarstadion, Stuttgart Widzów: 70 000 Sędzia: Hans-Joachim Weyland |
|                       |                                   |              |                      |                                                                      |

| Polska | Włochy |

| BR               | 1  | Jan Tomaszewski    |     |     |
| OB               | 4  | Antoni Szymanowski |     |     |
| OB               | 6  | Jerzy Gorgoń       |     |     |
| OB               | 9  | Władysław Żmuda    |     |     |
| OB               | 10 | Adam Musiał        | 84' |     |
| PO               | 12 | Kazimierz Deyna    |     |     |
| PO               | 13 | Henryk Kasperczak  | 25' |     |
| PO               | 14 | Zygmunt Maszczyk   |     |     |
| PO               | 16 | Grzegorz Lato      |     |     |
| NA               | 17 | Andrzej Szarmach   |     | 78' |
| NA               | 18 | Robert Gadocha     |     |     |
| Zmiany:          |    |                    |     |     |
| PO               | 11 | Lesław Ćmikiewicz  |     | 78' |
| Trener:          |    |                    |     |     |
| Kazimierz Górski |    |                    |     |     |

| BR                   | 1  | Dino Zoff          |     |     |
| OB                   | 2  | Luciano Spinosi    |     |     |
| OB                   | 3  | Giacinto Facchetti |     |     |
| OB                   | 5  | Francesco Morini   |     |     |
| OB                   | 6  | Tarcisio Burgnich  |     | 33' |
| PO                   | 4  | Romeo Benetti      |     |     |
| PO                   | 7  | Sandro Mazzola     |     |     |
| PO                   | 8  | Fabio Capello      |     |     |
| PO                   | 18 | Franco Causio      |     |     |
| NA                   | 9  | Giorgio Chinaglia  |     | 46' |
| NA                   | 19 | Pietro Anastasi    |     |     |
| Zmiany:              |    |                    |     |     |
| OB                   | 15 | Giuseppe Wilson    |     | 33' |
| NA                   | 20 | Roberto Boninsegna | 71' | 46' |
| Trener:              |    |                    |     |     |
| Ferruccio Valcareggi |    |                    |     |     |

- Sędzia:  Hans-Joachim Weyland
- Asystenci:
  -  Werner Winsemann
  -  Garhard Schulenburg

## Po meczu
Zwycięstwo zapewniło Polsce bezapelacyjne 1. miejsce w grupie D, skutkujące awansem do dalszej fazy rozgrywek, natomiast faworyzowani Włosi niespodziewanie zajęli 3. miejsce, kończąc tym samym udział w turnieju. Z 2. miejsca awansowała Argentyna.
Po meczu tabela grupy D przedstawiała się następująco:
| Lp | Drużyna   | M | Z | R | P | Bramki | Bramki | +/– | Pkt |
| -- | --------- | - | - | - | - | ------ | ------ | --- | --- |
| 1. | Polska    | 3 | 3 | 0 | 0 | 12     | 3      | +9  | 6   |
| 2. | Argentyna | 3 | 1 | 1 | 1 | 7      | 5      | +2  | 3   |
| 3. | Włochy    | 3 | 1 | 1 | 1 | 5      | 4      | +1  | 3   |
| 4. | Haiti     | 3 | 0 | 0 | 3 | 2      | 14     | −12 | 0   |